# Parafia Zwiastowania Pańskiego w Poznaniu
Parafia pw. Zwiastowania Pańskiego w Poznaniu – parafia rzymskokatolicka znajdująca się w archidiecezji poznańskiej w dekanacie Poznań-Jeżyce. Erygowana w 2009. Wydzielona została z parafii Objawienia Pańskiego na Ławicy. Siedziba mieści się w kościele Zwiastowania Pańskiego przy ulicy Bolesława Leśmiana na Osiedlu Poetów.

## Historia
W roku 2007 do organizacji parafii na Osiedlu Poetów skierowany został ks. Trojan Marchwiak. Parafię erygowano w roku 2009. Pierwszym proboszczem został ks. Grzegorz Zbączyniak. 12 grudnia 2012 dekretem ks. arcybiskupa Stanisława Gądeckiego kościół uzyskał tytuł diecezjalnego Sanktuarium Świętości Życia. Od 2014 r. proboszczem był ks. Robert Korbik, a w 2019 r. został nim ks. Mirosław Musiał.